# 記錄抹煞
除忆诅咒（拉丁語：Damnatio Memoriae），或稱為記錄抹煞之刑，是一個拉丁文詞語。按字面上的解釋是「記憶上的懲罰」，意指從人們的記憶中抹消某一個人的存在。通常對於叛國者、或敗壞羅馬帝國名聲的上層人士死後，經由元老院通過決議，消除特定公眾人士的所有記錄。對被加上除憶詛咒的人來說，這是最嚴重的恥辱，對一些人而言，這是一種比苦刑、死刑還苛刻的處罰。
這個詞彙也可用於其他社會中的類似習俗，像是古埃及於西元前十四世紀抹去女性法老哈特谢普苏特及西元前十三世紀抹去試圖推行宗教改革的男性法老阿肯那顿的存在紀錄的嘗試即為一例。

## 意義
該詞語最主要用於古羅馬時期，由元老院立法通過對於某些已故人士的懲罰，消除他們在世時的一切功蹟，彷彿他們不曾存在過一樣。這些遭到除憶之刑的人士，在其生前曾經出現過的銘文、雕像、貨幣、文字記錄等等，全都要被銷毀、抹去或改寫。

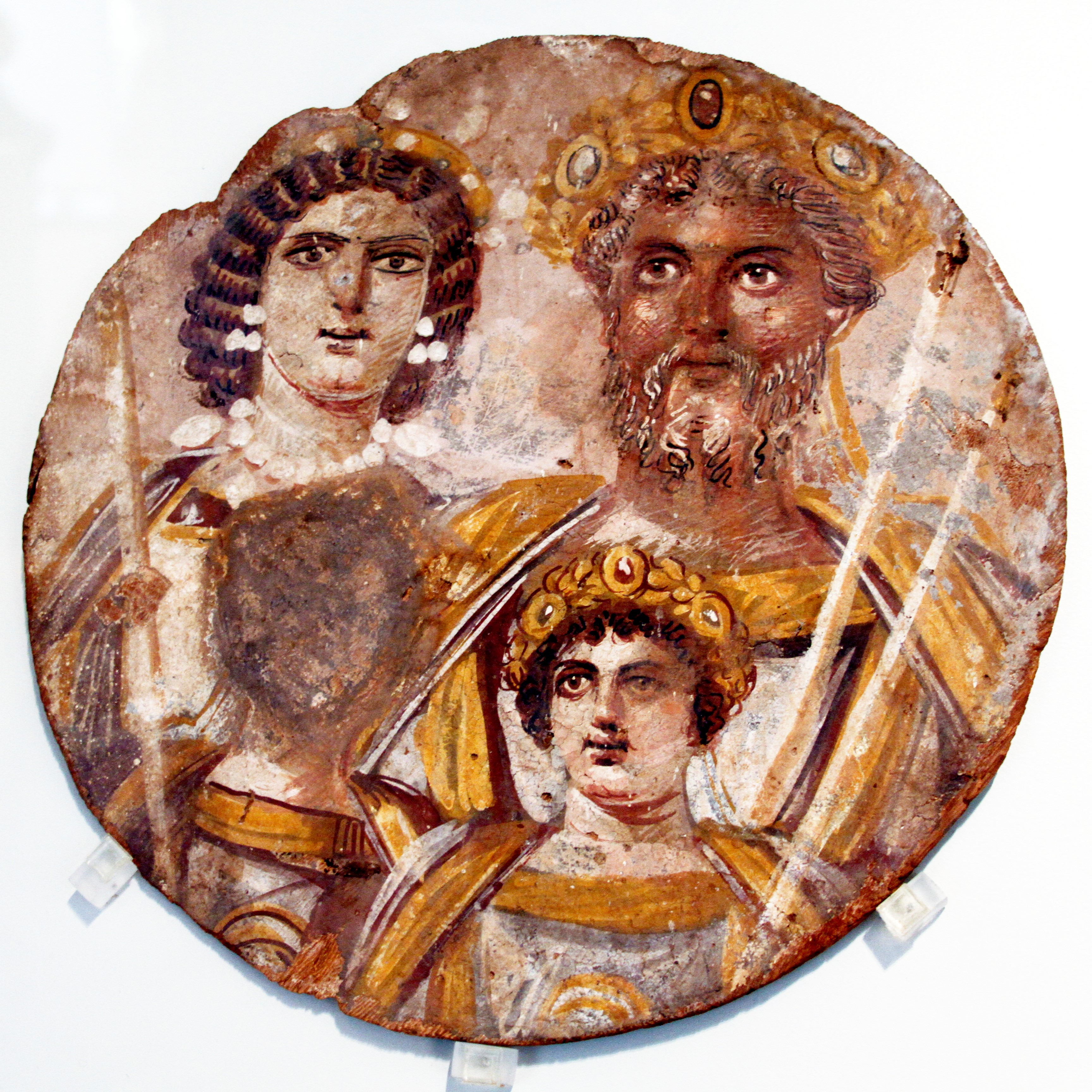
塞維魯王朝的家族壁畫。皇帝卡拉卡拉登基後，抹除畫中其兄弟蓋塔的臉

然而應當注意的是，雖然古羅馬確實有此項刑罰，但現代對此刑罰的拉丁語稱呼Damnatio Memoriae並不見於古羅馬文獻中，而Damnatio Memoriae一詞遲至西元1689年才在一篇於現今德國地區寫成的論文中出現。

## 成效
理論上，如果一個記錄抹煞行動是彻底成功（即此人的存在已經完全抹去，與“不曾存在”毫無区別）的，则后世无法得知其任何事迹（甚至不会知道有过记录抹煞这件事）；但在實行上，除憶詛咒有時並不容易施行。所有政治人物都有其盟友與政敵，因此這種消除當事人一切存在證據事物的做法，在實際上很難做到相當徹底的程度。歷史上亦有多次失敗的抹煞行動，像是對妄圖以犯罪成名的黑若斯達特斯的抹煞就是一個例子。

## 當代分析
在現代學界的研究中，此詞彙指稱各種嘗試在物理上或記憶上將一個死去的人給抹消的官方或非官方的裁決。
查理·赫德里克（Charles Hedrick）指出，在實務操作上，是存在著「記憶詛咒」（在此指的是「對死者的譴責」）和「記憶抹消」（在此指的是「對某人的記憶的抹消」）的區別的。在檢視現代愛爾蘭歷史上類似除憶詛咒的行為後，歷史學家蓋伊·貝納（Guy Beiner）指出，對某人存在的記錄進行偶像破壞般的破壞的作法，總會喚起對受到如此恥辱的人的注意，因此這反而是讓這些人被記住的方法之一，他並指出說除憶詛咒不僅不會將受詛咒的人從歷史上抹去，反在實際上會讓他們被記住。貝納總結說，參與破壞紀念物的人，應當被視為是記憶的主體。

## 實行

### 古羅馬
在古羅馬時期，當一位羅馬精英階層的公民（特別是從事政治方面），或帝國時期的羅馬皇帝，在他們亡故之後，由元老院討論並決議是否對其施以這種懲罰。這是一種對於已故公民最嚴厲的懲罰。
以下是幾個已知受到記錄抹煞處罰的例子：
- 羅馬元老院已決議對遇刺身亡的前任皇帝卡利古拉施以記錄抹煞，但繼任的皇帝克勞狄烏斯卻表明反對。
- 尼祿敗亡之際也被元老院宣布為人民公敵，但其後的維特里烏斯卻公開地尊崇他。
- 號稱五賢帝之一的哈德良在晚年趨於殘暴，元老院在其死後提議對其施以記錄抹煞，經安敦寧·畢尤的勸說才作罷。
- 唯一一位受到官方施以該項抹煞之刑、並且未受後人恢復名聲的是帝國的皇帝康茂德。

### 其他社會中的類似慣例

#### 古埃及
古埃及新王朝中，哈特謝普蘇特以女性身份擔任法老；在她過世之後，後繼的法老图特摩斯三世為消滅曾有女性當政的證據，下令刮除她在神廟中的銘刻。此外，信仰阿頓並實施宗教改革的法老阿肯納頓，在他死後也被後繼者斥為「異端」，並將他的紀念銘文上的「王名章（Cartouche）」加以塗抹，以此對後人表示「懲戒」。

#### 古代中國
中國傳統上對歷史一向有秉筆直書，甚至把有過錯一方的人的姓名給特別提出的做法，如《春秋·左傳》在宣公四年的部分曾註解說：「凡弒君，稱君，君無道也，稱臣，臣之罪也。」但類似記錄抹煞的事情在中國歷史上一樣發生過，像例如前述的《春秋·左傳》就幾乎沒有提及周攜王的事蹟，被視為中國第一部正史的《史記》對周攜王更是隻字未提。
李碩的《翦商》一書曾提出一個理論認為，周朝建立後，作為禁絕人祭、改造華夏文化嘗試的一部分，周公旦對商朝的相關紀錄進行了大規模的抹煞。
類似紀錄抹煞的事情在後來的朝代一樣發生，像是據史書記載，秦始皇有多名子女，但史書從未提及秦始皇的王后，後來經過一些考古的發現，秦始皇的王后應該是來自楚國的公主。
学者党斌认为唐朝初年的唐太宗李世民可能是為了避談自己逼父弑兄、篡奪皇位的過往緣故，因此隱太子李建成的事蹟也遭到抹煞。
明朝初年的燕王朱棣在靖难之役中取胜，在南京即位称帝，下令废除建文年号，改建文四年为洪武三十五年，废除朱标、朱允炆父子的皇帝尊号，对朱标在世的妻妾儿孙进行贬黜，对朱标父子大肆诋毁，以消除他们的影响力，提升自己的合法性，建文年号直到万历年间才得以恢复，朱标父子直到南明弘光年间才被恢复名誉。但现存史书对朱标朱允炆父子及其家人的记载依然存在不详尽之处。类似情况同样发生在谋反失败的朱高煦身上。

#### 俄羅斯帝國
俄国女皇伊丽莎白推翻尚在襁褓中的伊凡六世后，下令抹去他的一切痕迹，直到1913年的罗曼诺夫王朝300周年纪念物上仍然没有伊凡六世的只字片语。

#### 近現代
随着近代照相技術的興起，許多政治人物在後來的生涯失勢之後，可能會在許多檔案照的相片中被「修改」而消失，讓後人誤判他過去在政治上的影響力。
- 苏联
  - 约瑟夫·斯大林在担任苏联共产党总书记期间，对列夫·托洛茨基以及其他的苏联共产党成员进行大清洗，著名例子有蘇聯政治家尼古拉·叶若夫。羅伯特·海萊因在他杂志中的一篇文章（后来在他的小说和随笔集《扩张宇宙》中再次提及）“真理报代表真理”中称，1960年5月15日，一个无名氏苏联宇航员也遭受了类似的待遇，这类宇航员被称作“幽灵宇航员”（Phantom Cosmonauts）或者是“消失的宇航员”（Lost Cosmonauts），因为他们的确可能执行了进入外太空的任务，但是無論是苏联，還是後來俄罗斯，都不承认他们的存在。现今支持幽灵太空人假说的证据通常不被认为是可信的，而且数个案例已被证实是骗局。1980年代蘇聯政府走向開放政策之後，美国记者詹姆斯·奥伯格（英语：James Oberg）研究了苏联的太空相关灾难，但找不到证实幽灵太空人假说的证据。[10]苏联解体后，更多此前苏联的保密文件解密，包括在做太空模拟训练时意外身亡的瓦连京·邦达连科，但消息被苏联政府压制的事件，不论是解密的苏联文件还是俄罗斯探索太空先驱的回忆录，都没有证明發射過幽灵太空人传闻的证据。
  - 史達林死後，秘密警察頭子拉夫连季·贝利亚在政治鬥爭中遭清算。他生前其生平事蹟在《大蘇維埃百科全書》有長篇介紹。死後，購買該書的人均獲通知。要他們割掉有關貝里亞的資料，而以有關白令海峽的長篇說明來取代貝里亞這個項目。[11]

- 朝鮮民主主義人民共和國
  - 曾任朝鮮民主主義人民共和國黨政軍多項要職、已故朝鮮領導人金正日的妹夫，並在金正恩執政初期一度被視為是朝鮮實際上的「二號人物」的張成澤失勢並被處決後，朝鮮官方媒體刪除有關張成澤的所有報導[12]，並修改了所有張成澤有入鏡的照片[13]。
- 美国
  - 沃纳·冯·布劳恩帝国男爵（德語：Wernher Magnus Maximilian Freiherr von Braun，1912年3月23日－1977年6月16日），曾是纳粹德国著名的V-2火箭的总设计师。1938年，冯·布劳恩加入纳粹党。后进入党卫军，并获上尉军衔，再后晋升少校军衔。50年代美国海军曾着手建造火箭以将卫星送入轨道，但结果Vanguard火箭的发射系统却并不可靠。1957年，当苏联史普尼克1號成功发射之后，美国在太空竞赛中落后于苏联的观点开始在国内蔓延开来。美国官方遂决定启用冯·布劳恩和他的德国团队挽回颓势。为此抹去了冯·布劳恩曾为党卫军少校的身份，其着党卫军黑色制服的照片一律被销毁，仅存一张被挡住右脸的制服照当时未被检出。不过军方部分知情人士对启用前党卫军军官不满，在布劳恩成名后又有部分曾在佩内明德强迫苦役的波兰劳工指认其此前身份，所以官方最后还是承认了其履历。
- 中华人民共和国
  - 油画《开国大典》曾经因为政治斗争多次抹除多人（包括高岗、刘少奇、林伯渠），直到1978年平反后，1979年重画时全部恢复。
  - 至今有部分行为和施政与中国共产党主流不一的领导人极少被提及，相关公开的记录大多数亦不存在。早期的例子包括陈独秀、王明、林彪、赵紫阳等人。一些怀疑涉及贪腐和权斗落马的官员也被抹去（例如徐才厚、郭伯雄、周永康、薄熙来等人）。

- 中華民國
  - 戒嚴時期臺灣獨立運動支持者、臺大政治系主任彭明敏逃亡後，在第一屆十大傑出青年的名單也被消失。如在第十四屆十大傑出青年手冊中，報導第一屆名單時也略去彭明敏的名字，出現第一屆十大傑出青年名單只有九人的現象。1989年，「中華民國十大傑出青年第廿七屆」頒獎時，選拔委員會曾有意邀請第一屆十大傑出青年出席頒獎典禮，一度因彭明敏在名單上消失而轟動一時。[14]:335

### 虛構作品中的類似慣例
在喬治·歐威爾的《一九八四》中，unperson（非人）指的是一个人不仅被当局杀害，而且他在现实生活中的信息也被一同抹去。这样的人会从书中、照片中和文章中完全抹去，以至于在历史记载中不会留下一丝痕跡。这样做是因为依照双重思想的原则，这样的人应该被完全地忘却，即便是亲人和朋友也不应该记得他的存在。
在电视剧《後宮甄嬛傳》中，清雍正皇后烏拉那拉·宜修在雍正駕崩後被成為太后的鈕祜祿·甄嬛處以記錄抹煞之刑，指他日史書工筆都不能記載有關宜修的隻字片語。
小說《尋秦記》中，秦始皇（趙盤）聽從李斯的建議，以「焚書坑儒」的形式把主角項少龍從歷史中抹去。

## 另見
- 歷史修正主義
- 封殺
- 自我審查

## 外部連結
- "消失的人民委員" （页面存档备份，存于） — 斯大林的一幅合照裡的尼古拉·伊萬諾維奇·葉若夫被塗抹掉而消失。
- 《人民委员突然消失了 （页面存档备份，存于）》（The Commissar Vanishes） ISBN 9780805052947